# Майлз Тернер
Майлз Крістіан Тернер (англ. Myles Christian Turner, нар. 24 березня 1996, Бедфорд, Техас, США) — американський професійний баскетболіст, центровий команди НБА «Мілвокі Бакс».

## Ігрова кар'єра
На університетському рівні грав за команду Техас (2014—2015).
2015 року був обраний у першому раунді драфту НБА під загальним 11-м номером командою «Індіана Пейсерз». Професійну кар'єру розпочав 2015 року виступами за тих же «Індіана Пейсерз». 24 березня 2016 року в матчі проти «Голден-Стейт Ворріорс» набрав 24 очки та рекордні в кар'єрі 16 підбирань. За підсумками дебютного сезону був включений до другої збірної новачків.
Напередодні сезону 2017—2018 став капітаном команди. 23 грудня 2018 року в матчі проти «Вашингтона» набрав 18 очок та 17 підбирань. За підсумками сезону був лідером ліги за кількістю блок-шотів. Повторив це досягнення 2021 року.
22 березня 2024 року, у переможному матчі з рахунком 123–111 проти «Голден Стейт Ворріорз», зробив п'ять блокшотів, ставши найкращим блокувальником в історії «Пейсерз» із 1246 блокшотами, перевершивши попередній рекорд, встановлений Джермейном О'Нілом.
1 липня 2025 року, перейшов до команди «Мілвокі Бакс» в якості свободного агента. 

## Статистика виступів

### Регулярний сезон
| Сезон             | Команда           | GP  | GS  | MPG  | FG%  | 3P%  | FT%  | RPG | APG | SPG | BPG  | PPG  |
| ----------------- | ----------------- | --- | --- | ---- | ---- | ---- | ---- | --- | --- | --- | ---- | ---- |
| 2015–16           | «Індіана Пейсерз» | 60  | 30  | 22.8 | .498 | .214 | .727 | 5.5 | .7  | .4  | 1.4  | 10.3 |
| 2016–17           | «Індіана Пейсерз» | 81  | 81  | 31.4 | .511 | .348 | .809 | 7.3 | 1.3 | .9  | 2.1  | 14.5 |
| 2017–18           | «Індіана Пейсерз» | 65  | 62  | 28.2 | .479 | .357 | .777 | 6.4 | 1.3 | .6  | 1.8  | 12.7 |
| 2018–19           | «Індіана Пейсерз» | 74  | 74  | 28.6 | .487 | .388 | .736 | 7.2 | 1.6 | .8  | 2.7* | 13.3 |
| 2019–20           | «Індіана Пейсерз» | 62  | 62  | 29.5 | .457 | .344 | .751 | 6.6 | 1.2 | .7  | 2.1  | 12.1 |
| 2020–21           | «Індіана Пейсерз» | 47  | 47  | 31.0 | .477 | .335 | .782 | 6.5 | 1.0 | .9  | 3.4* | 12.6 |
| 2021–22           | «Індіана Пейсерз» | 42  | 42  | 29.4 | .509 | .333 | .752 | 7.1 | 1.0 | .7  | 2.8  | 12.9 |
| 2022–23           | «Індіана Пейсерз» | 62  | 62  | 29.4 | .548 | .373 | .783 | 7.5 | 1.4 | .6  | 2.3  | 18.0 |
| 2023–24           | «Індіана Пейсерз» | 77  | 77  | 27.0 | .524 | .358 | .773 | 6.9 | 1.3 | .5  | 1.9  | 17.1 |
| Усього за кар'єру | Усього за кар'єру | 570 | 537 | 28.6 | .502 | .354 | .771 | 6.8 | 1.2 | .7  | 2.2  | 13.9 |

### Плей-оф
| Сезон             | Команда           | GP | GS | MPG  | FG%  | 3P%  | FT%  | RPG  | APG | SPG | BPG | PPG  |
| ----------------- | ----------------- | -- | -- | ---- | ---- | ---- | ---- | ---- | --- | --- | --- | ---- |
| 2015–2016         | «Індіана Пейсерз» | 7  | 4  | 28.1 | .465 | .000 | .667 | 6.4  | .4  | .3  | 3.3 | 10.3 |
| 2016–2017         | «Індіана Пейсерз» | 4  | 4  | 33.3 | .432 | .000 | .625 | 6.8  | .8  | 1.8 | 1.3 | 10.8 |
| 2017–2018         | «Індіана Пейсерз» | 7  | 7  | 28.0 | .611 | .462 | .789 | 5.1  | .6  | .3  | .6  | 12.4 |
| 2018–2019         | «Індіана Пейсерз» | 4  | 4  | 31.5 | .400 | .214 | .615 | 6.3  | 1.5 | .0  | 1.8 | 9.8  |
| 2019–2020         | «Індіана Пейсерз» | 4  | 4  | 36.5 | .568 | .429 | .438 | 10.8 | .8  | .5  | 4.0 | 15.8 |
| 2023–2024         | «Індіана Пейсерз» | 17 | 17 | 32.4 | .517 | .453 | .760 | 6.6  | 2.1 | .5  | 1.5 | 17.0 |
| Усього за кар'єру | Усього за кар'єру | 43 | 40 | 31.3 | .508 | .400 | .687 | 6.7  | 1.3 | .5  | 1.9 | 13.8 |